# Slow Step
Slow Step (スローステップ?, Surō Suteppu) è un manga scritto e disegnato da Mitsuru Adachi pubblicato dalla Shogakukan sulla rivista Ciao dal 1986 al 1991, ed è stato successivamente raccolto in 7 tankōbon. Nel 1991, il manga è stato adattato in una serie di cinque OAV, che ha qualche differenza rispetto al fumetto, compreso il finale.
Il manga è stato serializzato in Italia dalla Star Comics, mentre l'anime dalla Yamato Video ed è andato in onda sul circuito 7 Gold dal 24 al 28 dicembre 2007.

## Trama
La storia di Slow Step ruota intorno ad un triangolo sentimentale composto da Minatsu Nakazato, una giovane studentessa e giocatrice di softball, il suo compagno di scuola Shu Akiba e Naoto Kadomatsu, una giovane promessa della boxe. Shu è infatti da sempre innamorato di Minatsu, che però ha occhi e cuore soltanto per Naoto, che tuttavia ha una bella cotta nei confronti di Maria. Ciò che Naoto non sa è che in realtà Maria altri non è se la stessa Minatsu. La ragazza infatti per sfuggire ad alcuni malfattori è stata costretta ad assumere una identità segreta e che è appunto quella della misteriosa Maria, di cui Naoto si è invaghito, e a cui suo malgrado Minatsu non può rivelarsi. Quest'ultima desta anche le attenzioni del giovane professore Kango Yamazakura, suo allenatore del club di softball, che, su richiesta del preside, allenerà, avendo una brillante esperienza a livello universitario alle spalle, anche quello di pugilato dove è iscritto Shu.

## Colonna sonora
Sigla di apertura
- Kimi ga inakerya Frustration (君がいなけりゃFRUSTRATION?), testo di Gorō Matsui, musica di Nobuhide Saki, arrangiamento di Takeshi Fujii e Yoshiyuki Sahashi, cantata da Nobuo Saki

Sigla di chiusura
- Only For You, testo di Gorō Matsui, musica di Nobuhide Saki, arrangiamento di Takeshi Fujii e Yoshiyuki Sahashi, cantata da Nobuo Saki

L'edizione italiana ha conservato le musiche originali giapponesi.
CD della colonna sonora
Il 27 marzo 1991 è stato pubblicato il CD con la colonna sonora (TYCY-5157).
1. Kimi ga Inakerya Frustration (君がいなけりゃFRUSTRATION?, Kimi ga Inakerya Furasutoreishon)
2. Asaoka High School (麻丘高校?, Asaoka Kōkō)
3. Furyō Shōjo ni wa Narenakute (不良少女にはなれなくて?)
4. Butainu Bōsōzoku (ぶたいぬ暴走族?)
5. Ki ni Naru Aitsu (気になるあいつ?)
6. Zensokuryoku no I Love You (全速力の I Love You?)
7. Ninshīn! (にんしーん!?)
8. Date o Kaketa Taiketsu (デートを賭けた対決?)
9. Chika-chan no Katei (知香ちゃんの家庭?)
10. Satsujinki Semaru!! (殺人鬼迫る!!?)
11. Yayakoshii Shiai (ややこしい試合?)
12. Kaze no Yokan (風の予感?)
13. Kadomatsu e no KO Punch (門松へのKOパンチ?)
14. Moshikashite...? (もしかして...??)
15. Nonki na Renshū (のんきな練習?)
16. Kimi ga Kureta Rakugaki (君がくれた落書き?)
17. Maria ni Kokuhaku (麻里亜に告白?)
18. Tokubetsu na Hito (特別な男性(ひと)?)
19. Porsche ni Notta Irootoko (ポルシェに乗った色男?)

## Doppiaggio
L'edizione italiana Yamato Video è stata realizzata presso la Coop. ADC di Milano sotto la direzione di Marco Balbi che ha curato anche i dialoghi italiani.
| Personaggi       | Voce giapponese  | Voce italiana       |
| ---------------- | ---------------- | ------------------- |
| Minatsu Nakazato | Minami Takayama  | Alessandra Felletti |
| Naoto Kadomatsu  | Ryō Horikawa     | Luca Sandri         |
| Shuu Akiba       | Kappei Yamaguchi | Silvana Fantini     |
| Satou Yamakazura | Akira Kamiya     | Marcello Cortese    |
| Ayako Sawamura   | Hiroko Emori     | Adele Pellegatta    |
| Bitou            | Yukimasa Kishino | Ernesto Maria Rossi |
| Chika Yamakazura | Chika Sakamoto   | Roberta Gallina     |
| Sig. Nakazato    | Masaharu Satou   | Carlo Bonomi        |
| Sig.Ra Nakazato  | Sanae Takagi     | Veronica Pivetti    |

## Episodi
| Nº | Titolo italiano        | Uscita (Giappone) - In onda (Italia) | Uscita (Giappone) - In onda (Italia) |
| Nº | Titolo italiano        | Giapponese                           | Italiano                             |
| 1  | Minatsu trasformista   | 1º giugno 1991                       | 24 dicembre 2007                     |
| 2  | Ah, l'amore che fatica | 1º luglio 1991                       | 25 dicembre 2007                     |
| 3  | La verità fa male      | 1º agosto 1991                       | 26 dicembre 2007                     |
| 4  | La grande sfida        | 1º settembre 1991                    | 27 dicembre 2007                     |
| 5  | Sorpresa di fine anno  | 1º novembre 1991                     | 28 dicembre 2007                     |